# Scoppito
Scoppito là một đô thị thuộc tỉnh L'Aquila trong vùng Abruzzo của Ý. Ý. Đô thị này có diện tích km², dân số người. Các làng trực thuộc: Casale, Cave, Civitatomassa, Collettara, Forcellette, Madonna della Strada, Santa Maria, Sella Di Corno, Vallinsù, Vigliano. Các đô thị giáp ranh gồm:
Antrodoco (RI), Fiamignano (RI), L'Aquila, Tornimparte